# Politiezone Limburg Regio Hoofdstad
De Politiezone Limburg Regio Hoofdstad (zonenummer 5907) is een Belgische politiezone die bestaat uit de Limburgse gemeenten Alken, Diepenbeek, Halen, Hasselt, Herk-de-Stad, Lummen en Zonhoven, waarvan Hasselt de grootste is. De zone behoort tot het gerechtelijk arrondissement Limburg.
De politiezone is een fusie, doorgegaan op 1 januari 2016, van de politiezones HAZODI (5370) en West-Limburg (5374). Op 1 januari 2025 wijzigde de zone opnieuw. Kortessem fuseerde met Hasselt en werd zo deel van de politiezone. Ook Alken maakte de overstap uit PZ Kanton Borgloon. De politiezone telde vanaf dan zeven gemeenten.
De zone wordt geleid door korpschef Philip Pirard.
Het hoofdcommissariaat van de politiezone was tot 2018 gelegen aan de Thonissenlaan 70, net langs de Groene Boulevard, in Hasselt. Sinds 2018 is het hoofdcommissariaat aan de Zwarte-Brugstraat 6 in Hasselt gelegen, dicht bij de gevangenis van Hasselt en het Albertkanaal.